# Mandria (dystrykt Limassol)
Mandria (gr. Μανδριά) – wieś w Republice Cypryjskiej, w dystrykcie Limassol. W 2011 roku liczyła 107 mieszkańców.